# Heterochelus scheini
Heterochelus scheini är en skalbaggsart som beskrevs av Kulzer 1960. Heterochelus scheini ingår i släktet Heterochelus och familjen Melolonthidae. Inga underarter finns listade i Catalogue of Life.